# Honderd Morgen (Vught)

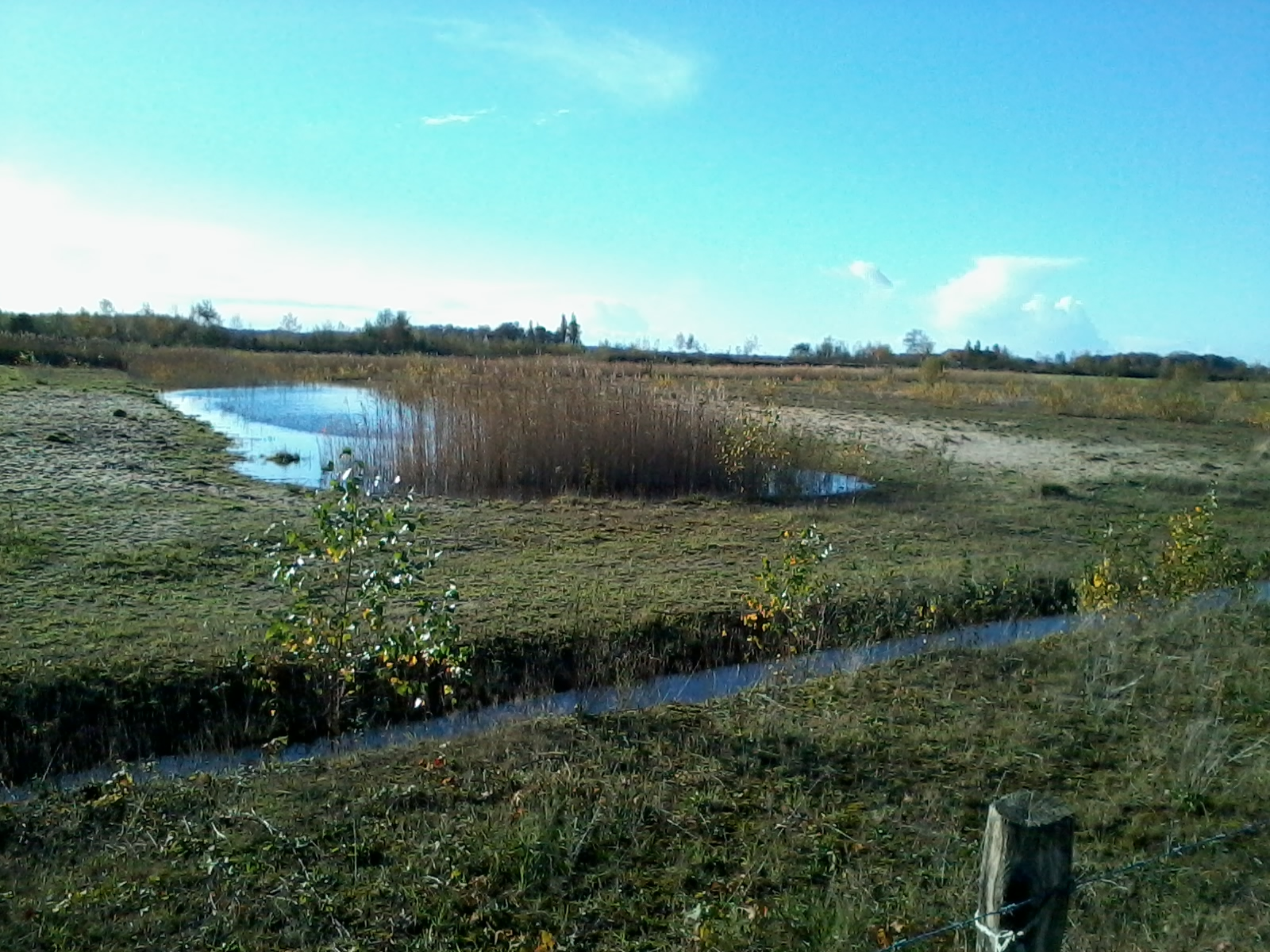
Afgegraven plas in de Honderd Morgen

Honderd Morgen is een polder die zich bevindt tussen 's-Hertogenbosch en Vught en deel uitmaakt van de gemeente Vught.
De polder is gelegen tussen de natuurgebieden Moerputten en Het Bossche Broek en is vanouds in gebruik voor landbouwdoeleinden.
Het gebied werd ontwikkeld tot natuurgebied, waartoe de teelaarde werd afgegraven, en in november 2008 werd de eerste 11 ha (De Gement) opengesteld en overgedragen aan de Vereniging Natuurmonumenten. Het aanbrengen van maaisel uit de nabijgelegen Moerputten zorgde voor een snelle ontwikkeling van de vegetatie. Behalve als natuurgebied doet het gebied ook dienst als waterbergingsgebied, als het water van de Dommel onvoldoende kan worden afgevoerd.
Het gebied, dat werd ingericht in het kader van natuurcompensatie, zal worden vergroot en de bedoeling is dat het De Moerputten en Het Bossche Broek met elkaar gaat verbinden.
De naam van de polder is afgeleid van de oppervlaktemaat morgen, dat verwijst naar de hoeveelheid akkerland in een morgen kon worden omgeploegd.